# Palandöken (Erzurum)
Palandöken ist ein Stadtbezirk von Erzurum und gleichzeitig ein Landkreis der Provinz Erzurum im Osten der Türkei.

## Geographie
Palandöken hat seinen Namen vom Berg Palandöken Dağı, der südlich der Stadt liegt.
Der Landkreis Palandöken bildet den südlichen Teil der Provinzhauptstadt Erzurum. Im Nordosten grenzt er an den Landkreis Yakutiye, im Nordwesten an Aziziye, im Westen an Aşkale, im Südwesten an Çat, im Südosten an Tekman und im Osten an Pasinler.
Durch Palandöken verläuft die Europastraße E 80, die zusammen mit den Fernstraßen D 100 und D 950 die wichtigste Verkehrsader der Provinz bildet.

## Geschichte
Der Landkreis wurde im März 2008 gegründet und gehört neben Aziziye und Yakutiye zu den drei Landkreisen, die das Stadtgebiet von Erzurum umfassen. Nach einer Verwaltungsreform 2013/2014 wurde alle Dörfer (Köy) aufgelöst und in Mahalles umgewandelt. Die Gesamtbevölkerung des Kreises betrug im Jahr 2012 162.162, von denen 160.162 innerhalb der Stadt und 2000 in den drei Dörfern lebten.

## Bevölkerung
Ende 2020 lag Palandöken mit 173.268 Einwohnern auf dem 2. Platz der bevölkerungsreichsten Landkreise in der Provinz Erzurum. Die Bevölkerungsdichte liegt mit 260 Einwohnern je Quadratkilometer über dem Provinzdurchschnitt (30 Einwohner je km²) und ist die höchste in der Provinz.